# Новоникольское (Талдомский городской округ)
Новоникольское — село в Талдомском районе Московской области Российской Федерации, является крупнейшим населённым пунктом в сельском поселении Гуслевское по количеству жителей.

## История

### Русское царство
Предположительно, современное название произошло от селения Новенького, в котором была построена деревянная церковь во имя Николая Чудотворца. От слияния двух наименований произошло название: Ново-Никольское. Определённые сведения о селе впервые появляются в писцовых книгах 1627—1629 годов. Из них следует, что село Новенькое в те годы насчитывало два двора с «деловыми людьми», два крестьянских двора и четыре двора, покинутые жителями. Последнее обстоятельство характерно для сел и деревень того времени, так как годы смуты (1598—1613) разорили хозяйства, разбросали население Московского государства в разные места.
В 1676 году в нём стало 17 дворов. Крепостное право сильно влияло на жизнь местных крестьян. Их бесправность отражается в сведениях о купле и продаже села. Например, в 1676 году боярин Матвеев, которому принадлежало село, вместе со всеми подданными, их добром, хлебом и угодьями продал Новоникольское за три тысячи рублей стряпчему Волынскому. Владельцы Новоникольского менялись часто, например в 17—18 веках их было не менее десяти. Среди владельцев села были князья: Шаховские и Коркодиновы, стольники Волынские и Дмитриевы-Мамоновы, граф Гендриков, камер-юнкерша Савельева.
В 1715 году одна половина села была за князем Никитой Леонтьевым сыном Шеховским, а другая — за князем Фомой Ивановым сыном Квашниным.

### Российская империя
В 1740 году по императорскому указу (времена Анны Иоанновны) Новоникольское отписывается к дворцовым селам, то есть переходит в ведение царского двора. Но в 1742 году оно передается детям стольника Волынского за особые заслуги перед царским двором.
Перед отменой крепостного права, в 1859 году, в селе было 28 дворов с 280 крестьянами и дворовыми. Земское обследование 1878 года показывает Новоникольское как селение, имевшее 44 домохозяйства, 122 мужчины и 148 женщин. У крестьян имелось: 421 десятина земли (в том числе пашни — 152,9 десятины), 44 лошади, 50 голов рогатого скота. В селе проживало шесть безземельных семей и пять — не занимавшихся хлебопашеством. В отход, то есть «на прожитье», ежегодно уходило 20 мужчин и 8 женщин.
В 19 веке в Новоникольском, на берегу речки Руданки, построили свой дом Гарднеры, владельцы Вербилковской фарфоровой фабрики.
Капиталистическое веяние не миновало село. В нём, как и в других местах, заводятся частные предприятия. В 1913 году в селе, состоявшем уже из 50 дворов, работали мукомольная мельница, лесопилка, башмачное заведение. Все это было в частных руках, с наемными рабочими. В 1911 году в Новоникольском открывается земское училище.

### Советский Союз

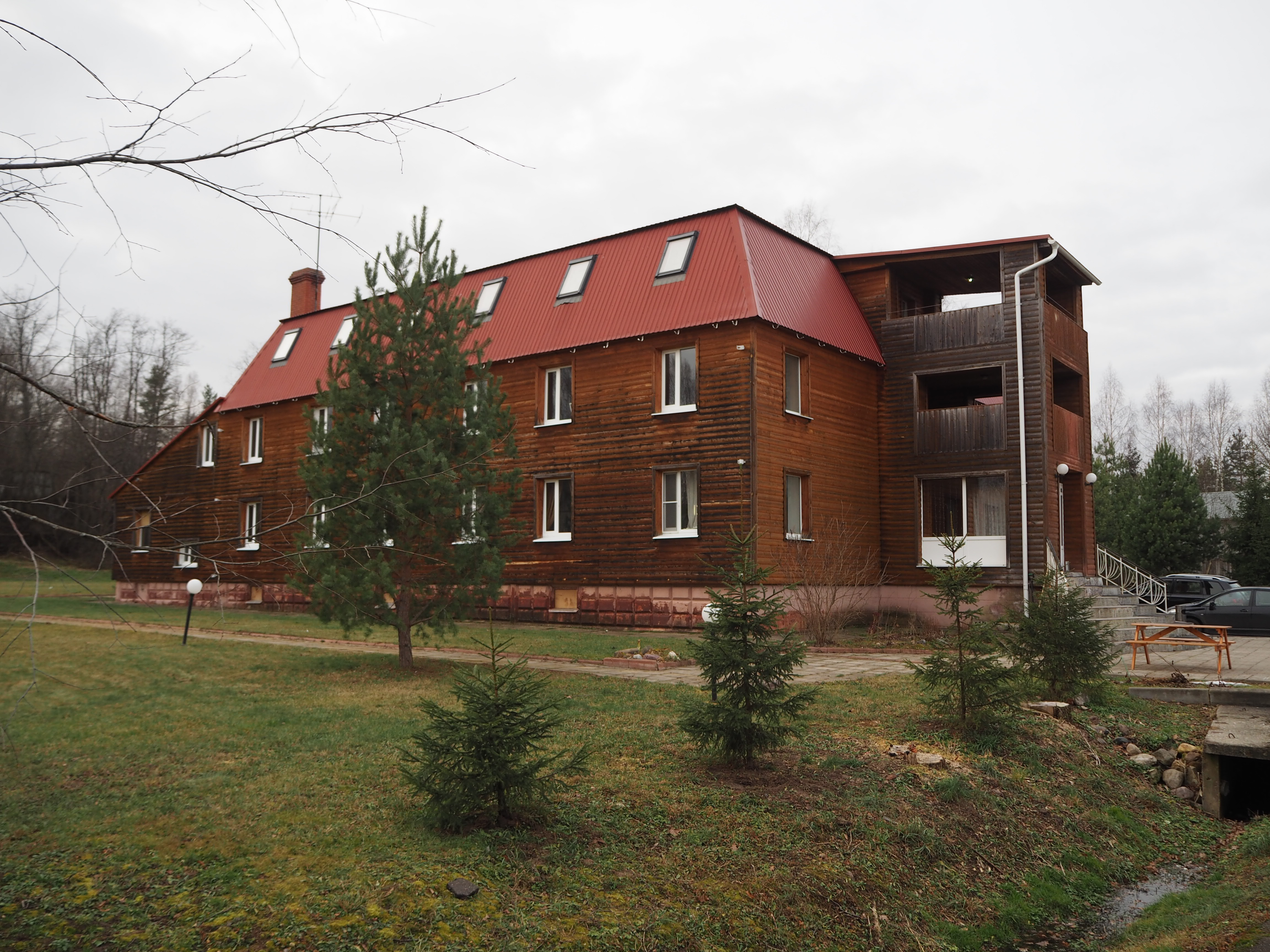
Пансионат «Вербилки»

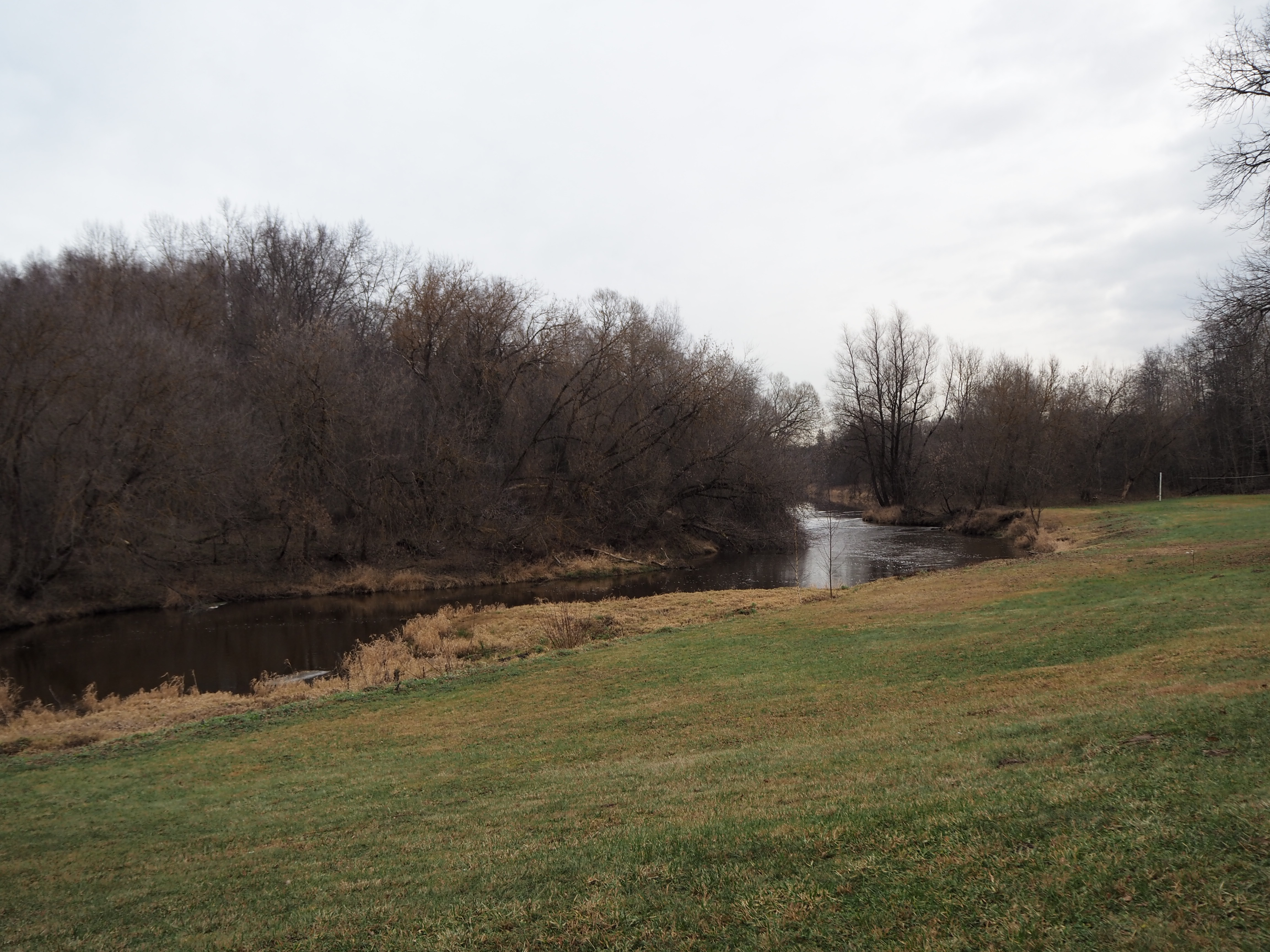
Река Дубна у пансионата «Вербилки»

Старая история Новоникольского оборвалась в 1917 году. В то время село относилось к Дмитровскому уезду. В начале ноября 1917 года жители Новоникольского узнали, что в Дмитрове установилась Советская власть. Вскоре этот слух подтвердился воззванием Дмитровского военно-революционного комитета, в котором объявлялось, что отныне «все распоряжения будут исходить исключительно от имени Военно-Революционного комитета при Дмитровском Совете рабочих депутатов». Все остальные распоряжения считались недействительными. Для Новоникольского началась новая жизнь. С установлением Советской власти Новоникольское стало центром Новоникольского сельского Совета. В селе организуются крестьянские кооперативы и кустарные мастерские.
В 1921 году село с окрестностью было переведено из Дмитровского уезда в Ленинский уезд с центром в Ленинске (Талдоме). Таким образом, с 1921 года по настоящее время Новоникольское связано с Талдомом.
В 1931 году 52 крестьянских хозяйства из 57 были объединены в два колхоза. Проживало тогда в селе 313 человек, из них 75 работало в трёх артелях.
В 1936 году организовалась МТС и в селе Новоникольское. Она стала обслуживать более 60 колхозов от зон деревень Раменье до Григорово. Новая МТС получила название «Комсомольской» и была укомплектована тридцатью тремя тракторами типа «Универсал». К концу 1930-х годов трактористы Комсомольской МТС первыми в Московской области подхватили возникшее в стране движение пахарей за подъём, в год тысячи гектаров пашни каждым трактором.
Годы войны оторвали многих жителей села от их привычных дел. Послевоенные годы — это годы упорядочения хозяйственной деятельности колхозов и МТС в Новоникольском и других Советах. В 1950-х годах в Новоникольском, как и в других местах района, началось большое строительство, резко изменившее облик села. Строятся ремонтная мастерская (она была оснащена новейшими станками), каменные здания (в них разместились контора МТС, клуб, магазин, столовая, библиотека), жилые дома. Производится полное техническое переоборудование МТС. Через речку Руданку, разливавшуюся в половодье так, что затруднительно было подъехать к селу, был проложен добротный бетонный мост, по которому прошло асфальтированное шоссе, соединившее Новоникольское с Вербилками и Запрудней.
В 1959 году МТС «Комсомольская» была ликвидирована, её техника отошла колхозам, а название станции перешло к созданному на базе колхозов совхозу «Комсомольский», центральная усадьба которого расположилась в Новоникольском.
22 декабря 1976 года был открыт детский сад-ясли «Журавушка», как структурное подразделение совхоза «Комсомольский». Действует в настоящее время.
В 2004 году на окраине села на берегу реки Дубны был построен пансионат «Вербилки». Его часто используют для проведения корпоративных вечеринок. На протяжении более 10 лет с момента основания пансионата на его территории находился вольер с живым медведем.

## Население
| 1859 | 1890 | 1926 | 2002 | 2006  | 2010  |
| ---- | ---- | ---- | ---- | ----- | ----- |
| 279  | ↘267 | ↗419 | ↗989 | ↗1018 | ↗1048 |

2000тысячи

## Инфраструктура
В селе имеются три магазина, детский сад, школа, медпункт, отделение связи, 2 детские площадки. Всего в Новоникольском семь десятков домов, включая 15 каменных, двух-трехэтажных. В селе несколько улиц: Центральная и Школьная.

## Достопримечательности
Объект культурного наследия № 5020064000

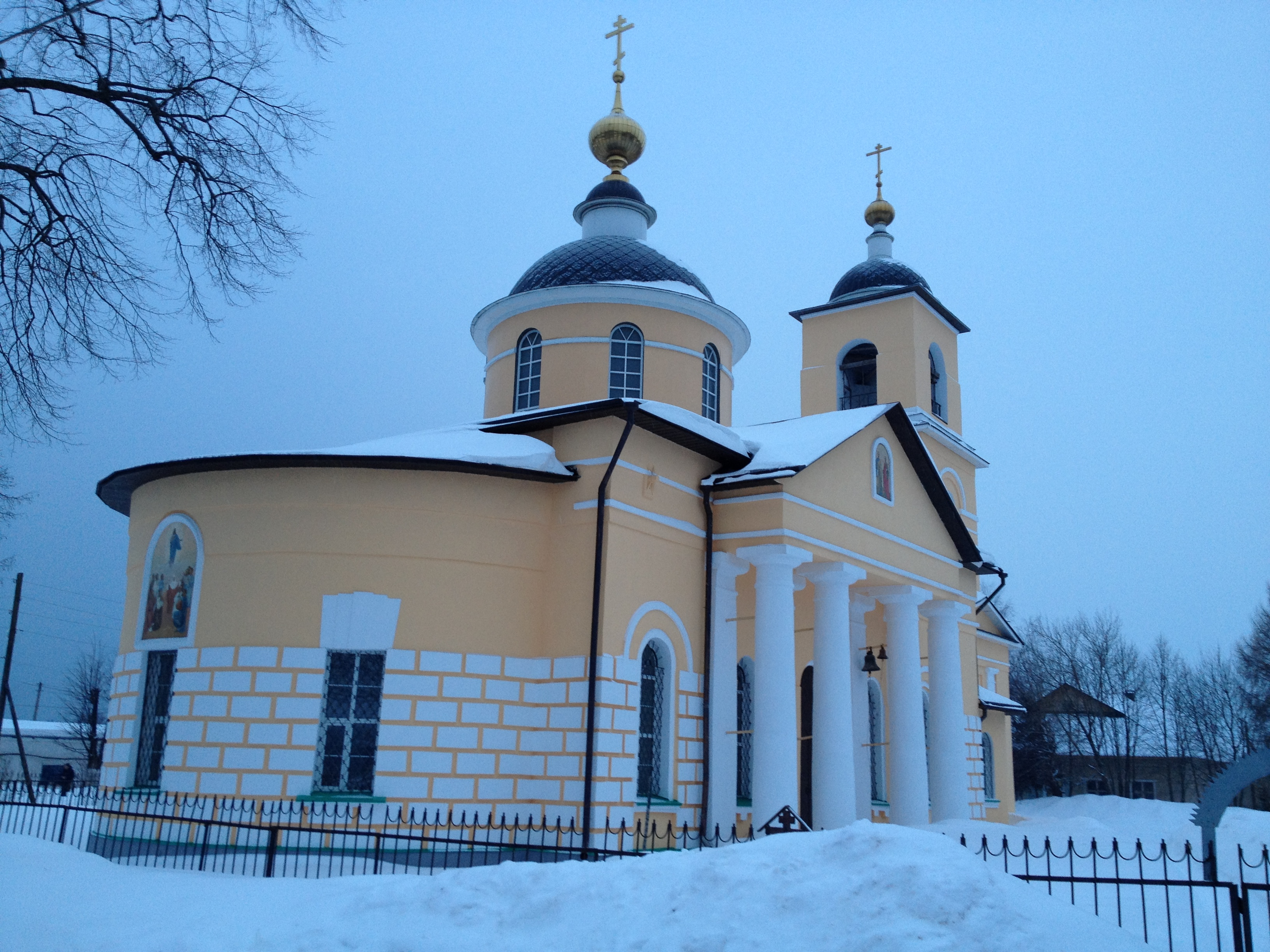
Церковь Вознесения Христова

Храм в честь Вознесения Господня в селе Новоникольское Дубненско-Талдомского благочиния Московской епархии, впервые упоминается в 1627 году. Стояла «без пения» деревянная церковь, «вверх шатром».
Современная приходская церковь при усадьбе была построена в 1818—1827 гг. в южной части села, на берегу ручья, в стиле ампир, на средства помещицы Елизаветы Михайловны Савёловой.